# 丰塔内利切
丰塔内利切是意大利艾米利亚-罗马涅大区博洛尼亚省的一个镇，距离大区首府博洛尼亚约30公里。